# ريك بوتشر
ريك بوتشر (بالإنجليزية: Ric Bucher)‏ هو صحافي ولاعب كرة قدم أمريكي، ولد في 16 مارس 1961 في سينسيناتي في الولايات المتحدة.